# نادي الدجيلة
نادي الدجيلة الرياضي هو فريق كرة قدم عراقي تاسس عام 1998  يقع مقره في محافظة واسط ، يلعب في الدوري العراقي الدرجة الثانية.

## انظر ايضاً
- نادي الفلاحية